# Colline-Beaumont
Colline-Beaumont és un municipi francès situat al departament del Pas de Calais i a la regió dels Alts de França. L'any 2007 tenia 141 habitants.

## Demografia

### Població
El 2007 la població de fet de Colline-Beaumont era de 141 persones. Hi havia 52 famílies de les quals 12 eren unipersonals (4 homes vivint sols i 8 dones vivint soles), 20 parelles sense fills i 20 parelles amb fills.
La població ha evolucionat segons el següent gràfic:
Habitants censats

### Habitatges
El 2007 hi havia 71 habitatges, 56 eren l'habitatge principal de la família, 10 eren segones residències i 4 estaven desocupats. Tots els 69 habitatges eren cases. Dels 56 habitatges principals, 48 estaven ocupats pels seus propietaris, 7 estaven llogats i ocupats pels llogaters i 1 estava cedit a títol gratuït; 2 tenien dues cambres, 8 en tenien tres, 14 en tenien quatre i 32 en tenien cinc o més. 42 habitatges disposaven pel capbaix d'una plaça de pàrquing. A 20 habitatges hi havia un automòbil i a 32 n'hi havia dos o més.

### Piràmide de població
La piràmide de població per edats i sexe el 2009 era:
| Homes | Edats   | Dones |
| ----- | ------- | ----- |
| 0     | 95 o +  | 0     |
| 4     | 90 a 94 | 0     |
| 4     | 85 a 89 | 8     |
| 0     | 80 a 84 | 4     |
| 0     | 75 a 79 | 0     |
| 8     | 70 a 74 | 4     |
| 0     | 65 a 69 | 8     |
| 0     | 60 a 64 | 0     |
| 0     | 55 a 59 | 0     |
| 8     | 50 a 54 | 4     |
| 4     | 45 a 49 | 0     |
| 4     | 40 a 44 | 4     |
| 4     | 35 a 39 | 4     |
| 4     | 30 a 34 | 4     |
| 4     | 25 a 29 | 8     |
| 0     | 20 a 24 | 0     |
| 4     | 15 a 19 | 8     |
| 0     | 10 a 14 | 4     |
| 0     | 5 a 9   | 8     |
| 4     | 0 a 4   | 0     |

## Economia
El 2007 la població en edat de treballar era de 84 persones, 62 eren actives i 22 eren inactives. De les 62 persones actives 55 estaven ocupades (32 homes i 23 dones) i 7 estaven aturades (4 homes i 3 dones). De les 22 persones inactives 8 estaven jubilades, 7 estaven estudiant i 7 estaven classificades com a «altres inactius».

### Ingressos
El 2009 a Colline-Beaumont hi havia 54 unitats fiscals que integraven 133,5 persones, la mediana anual d'ingressos fiscals per persona era de 17.476 €.

### Activitats econòmiques
Dels 2 establiments que hi havia el 2007, 1 era d'una empresa d'hostatgeria i restauració i 1 d'una empresa de serveis.
L'únic servei als particulars que hi havia el 2009 era una agència immobiliària.
L'any 2000 a Colline-Beaumont hi havia 5 explotacions agrícoles que ocupaven un total de 340 hectàrees.

## Poblacions més properes
El següent diagrama mostra les poblacions més properes.